# Кролячий конкур

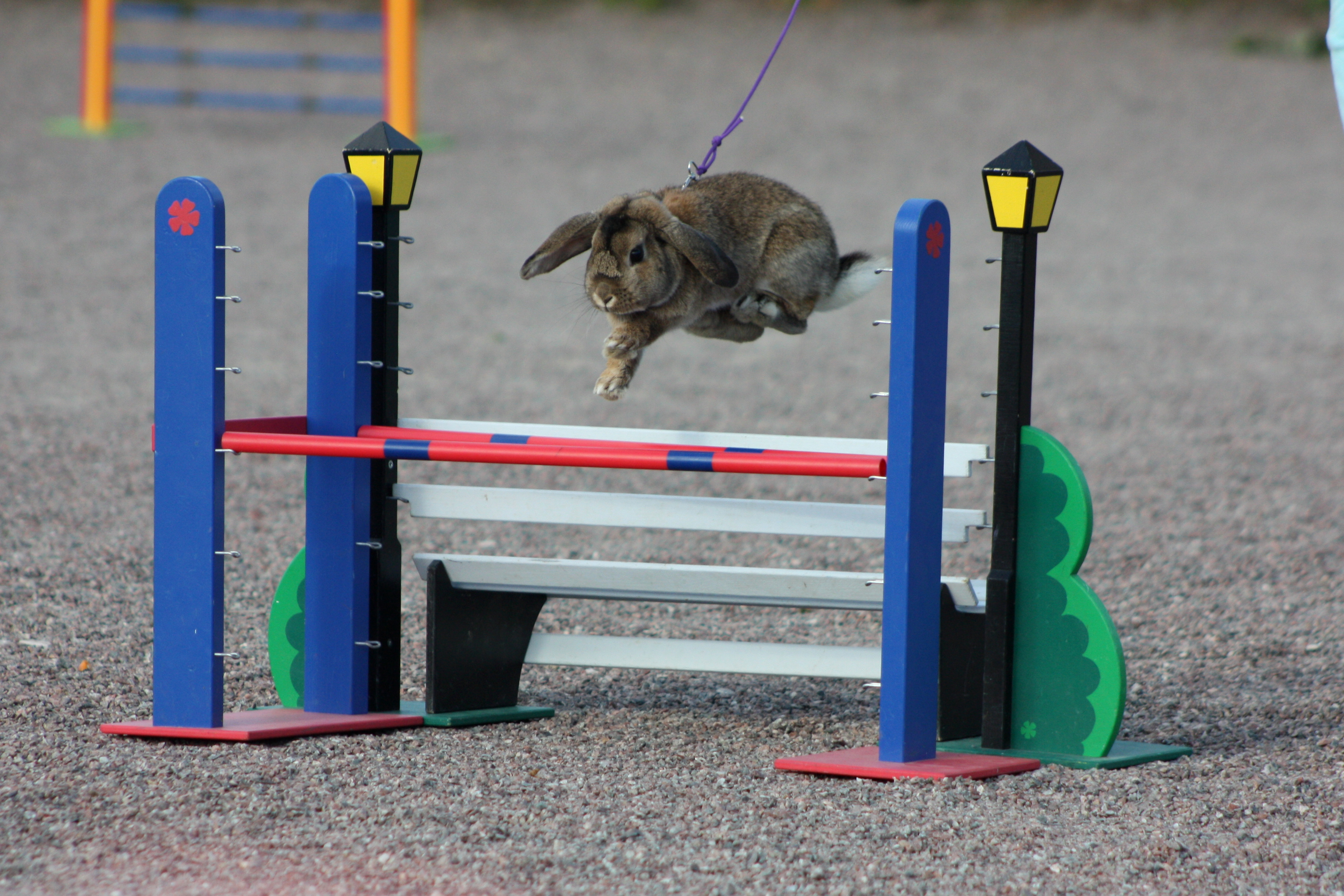
Кролик стрибає через паркан на змаганнях із стрибків кроликів

Кролячий конкур (Kaninhoppning), також відомий як кроляча спритність або кролячий стрибок, — вид спорту з тваринами, де тварини ведуть їх власниками за зразком конкуру. Зазвичай його проводять на закритій критій арені з перешкодами, розмір яких підходить для кроликів. Змагання проводились у США та кількох країнах Європи. Оскільки кролики є звичайними домашніми тваринами, деякі власники привчають своїх домашніх кроликів до цього виду спорту.

## Історія
Стрибки на кроликах почалися у Швеції в 1970-х роках, коли перший кролячий клуб почав влаштовувати змагання зі стрибків кроликів.
У той час правила ґрунтувалися на правилах стрибків на конях, але пізніше були змінені, щоб краще підходити для кроликів. Цей вид спорту поширювався по всій Швеції, і для підтримки зростаючого інтересу було створено кілька клубів кролячого конкуру. На початку 1990-х років Норвегія приєдналася до діяльності кролячого конкуру, створивши нові клуби та приєднавшись до Швеції в змаганнях зі стрибків кроликів. Sveriges Kaninhoppares Riksförbund (Шведська федерація кролячих стрибків) заснована 3 вересня 1994 року. Кролячий конкур став популярним у всіх частинах Швеції.
У 2000 році Німеччина приєдналася до інших країн, заснувавши власний клуб любителів кролячого конкуру. Організації були створені в Норвегії (2002) і Фінляндії (2004). Тренінги та участь у перекладі нового набору правил зі стрибків через перешкоди були проведені суддівським комітетом у Данії.
До Сполучених Штатів цей вид спорту прийшов у 1980-х роках. Організація кроликів Америки (RHOA) була заснована в 2001 році. Правила та вказівки для кролячого конкуру були встановлені для клубу за допомогою суддівського комітету в Данії та за особистої допомоги судді Аасе Б'єрнера.
У 2013 році Американська асоціація кролівників і карієсів (AHARC) була створена спільно з Американською асоціацією кролівників. Правила та вказівки для цієї асоціації були сформовані на основі RHOA та данських клубів. AHARC провів перші офіційні національні змагання в Сполучених Штатах під час Конвенції ARBA 2011 року в Індіанаполісі, Індіана. Змагання продуктивності кроликів під час конвенції ARBA 2013 року в Гаррісбурзі, штат Пенсільванія, було подією Середньоатлантичного Кролика та Каві. AHARC провела першу національну виставу для каві під час конвенції ARBA TX у 2014 році. У 2017 році під час ярмарку штату Північна Кароліна відбулися змагання з кролячого конкуру. Австралійське товариство кроликів було засновано в 2013 році також за сприяння Аасе та Расмуса Б'єрнерів.
У 2015 році Фрея Покок Йоханссон заснувала Rabbit Hopping New Zealand.

## Рекордні стрибки
Світовий рекорд із найвищого стрибка кролика становить 107 см (42,1 дюйм) і був досягнутий у березні 2023 року Holloway GtCh Tennessine, власником якого є Марі Козубкова з Чехії. Станом на листопад 2024 року на острові Борнео кролик Splněné přání, що належить Крістіні Єжковій з Чехії, досяг світового рекорду зі стрибків у довжину — 315 см (10,33 футів).

### Більш ранні записи
Стрибки у висоту:Міс Пінкі Великий Чемпіон Харадзюку «Доббі» (2016) (Швеція) 106 см (41,7 дюйм)
Снофлінганс Величність ночі (2015) (Швеція) 105 см (41,3 дюйм)
Снофлінганс Величність ночі (2012) (Швеція) 100 см (39,4 дюйм)
Тесен (1997) (Данія) 99,5 см (39,2 дюйм)Стрибки в довжину:
Ябу (1999) (Данія) 300 см (118,1 дюйм)

## Курси

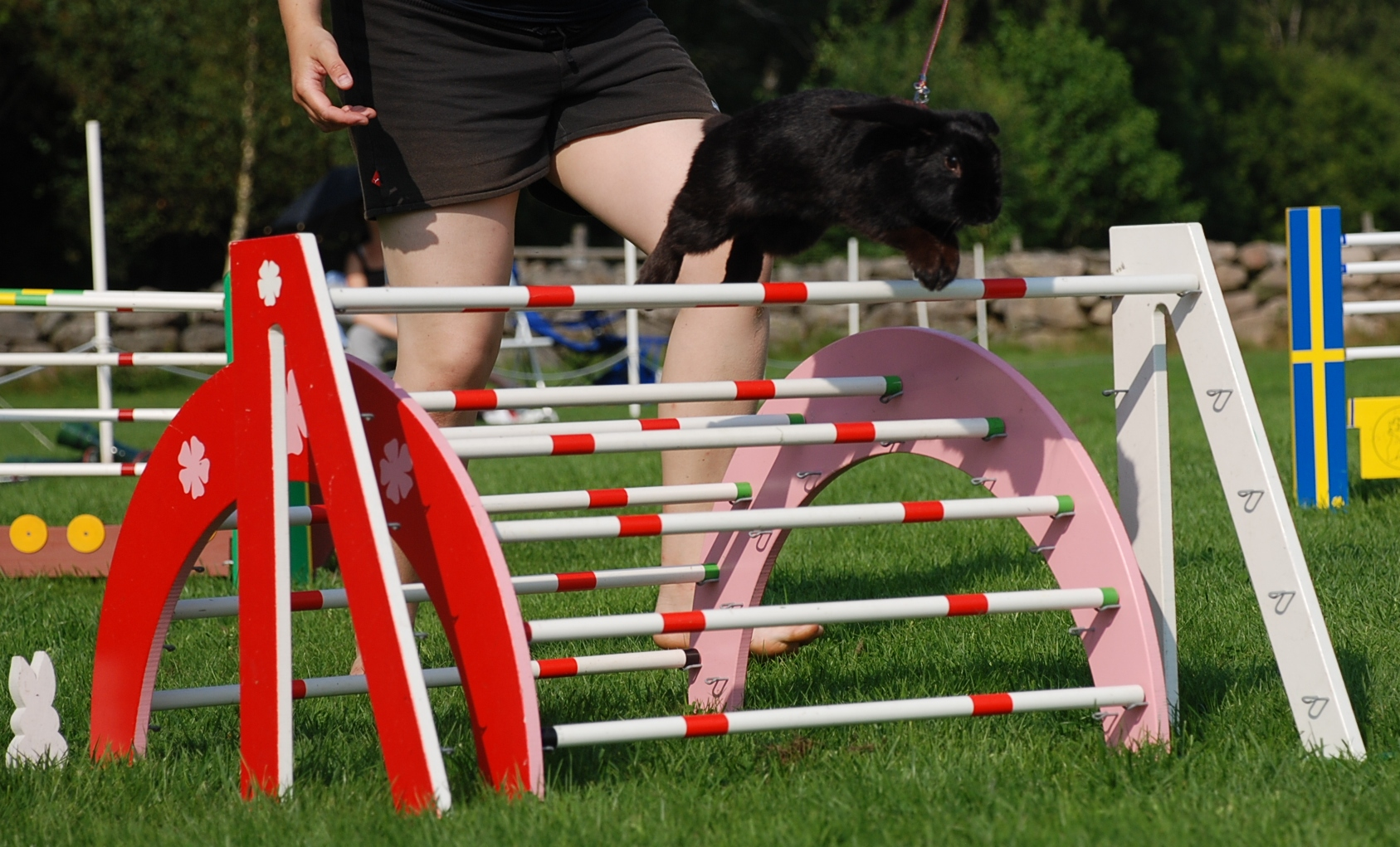

Офіційні змагання зі стрибків через перешкоди складаються з прямої дистанції, кривої дистанції, стрибків у висоту та довжину. На прямій дистанції всі перешкоди розташовані на прямій лінії, і їх потрібно перестрибувати послідовно. На кривій трасі перешкоди розміщені на шляху, що переплітається, і їх потрібно перестрибувати у правильному порядку.
Прямі і криві курси поділяються на 5 рівнів. Вимірювання дещо відрізняються в різних країнах:
Міні: максимум 26 см (10 дюйм) висота, 30 см (12 дюйм) довгжина (6-8 перешкод);
Легкий: максимум 30 см (12 дюйм) висота, 45 см (18 дюйм) довжина (8 перешкод);
Середній: максимум 38 см (15 дюйм) висота, 65 см (26 дюйм) довжина (10 перешкод);
Просунутий: максимум 45 см (18 дюйм) висота, 75 см (30 дюйм) довжина (10 перешкод);
Елітний: максимум 50 см (20 дюйм) висота, 80 см (31 дюйм) довжина (12 перешкод).
Міні-курс є вступним. Для того, щоб перейти від легкого до середнього і т. д., кролик повинен заробити очки просування. Кролики займають місця відповідно до кількості помилок, які вони допустили (наприклад, збили рейку). Час враховується лише в тому випадку, якщо 2 кролики, що посіли однакові місця, мають однакову кількість балів.
У кролика є встановлений час (зазвичай 60 хвилин), щоб пройти курс. Якщо час закінчується до завершення курсу, кролик дискваліфікується.

## Породи

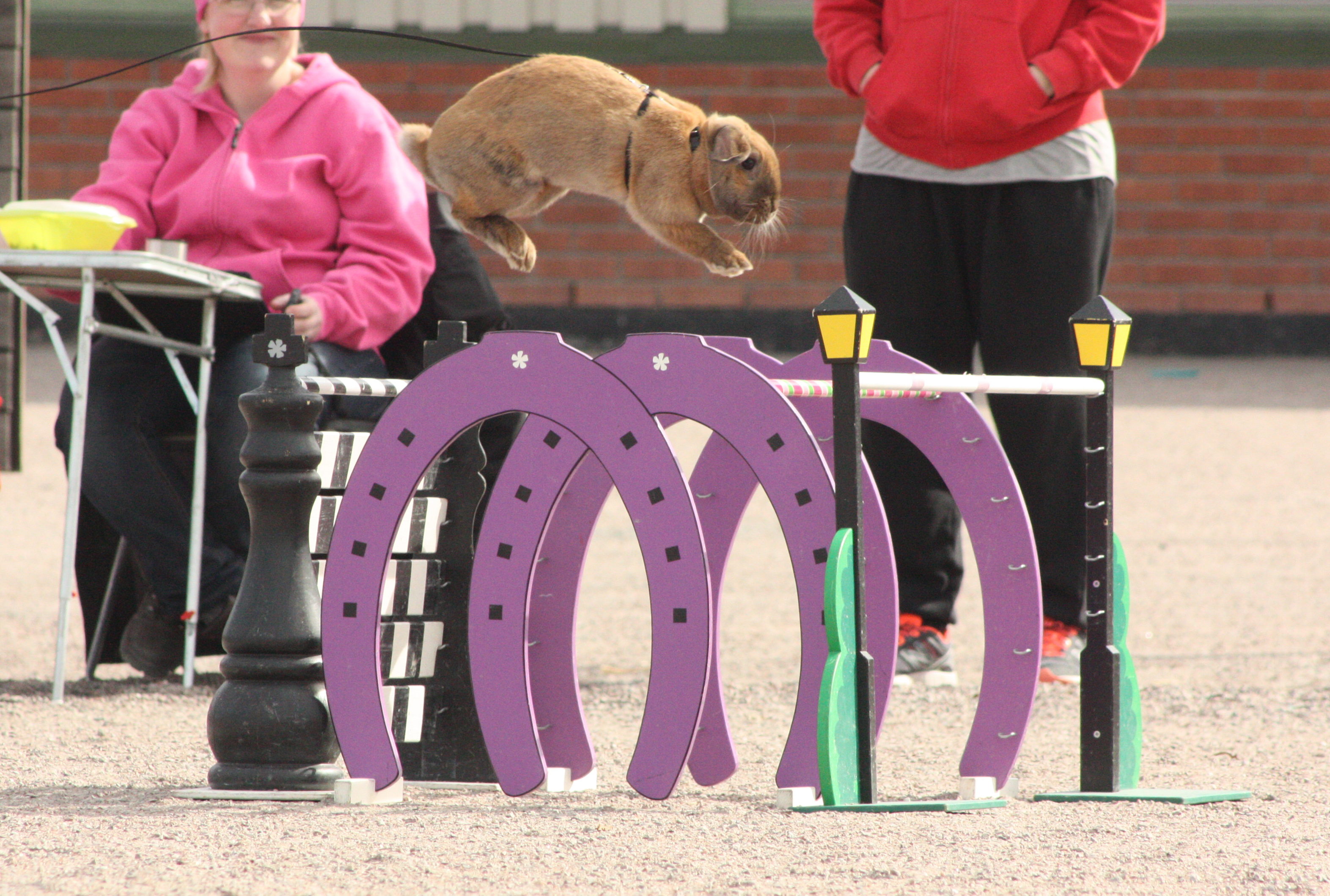
Кролик стрибає через перешкоду на змаганні з конкуру

До змагань допускаються усі породи; однак можуть виникнути проблеми з меншими та великими породами. Розмір кролика зазвичай визначається за вагою: карликові кролики менше 2 кілограми (4,4 фунт) і гігантів більше 5 кілограмів (11 фунт).
Ідеальний кролик-стрибун має довгі ноги і спину середньої довжини, що допоможе йому правильно оцінювати висоту і довжину перешкод. У випадку з тонкими кістковими структурами, як у бельгійського зайця, ноги повинні бути сильними і м'язистими, щоб високі стрибки не завдали їм шкоди. У Скандинавії, де кролячі конкури мають міцну основу, більшість з них є кросбредними, виведеними з хорошими стрибунами в якості батьків, подібно до методу розведення хортів, навмисно схрещених з гоночними собаками. Скандинавські стрибучі кролики можуть розглядатися як окрема порода з добре збереженим родоводом.